# Batalha de Charleroi
A Batalha de Charleroi ou Batalha de Sambre (1914) foi uma batalha travada em Charleroi, Bélgica em 21 de agosto de 1914, entre as forças francesas e alemãs. O confronto fez parte da chamada Batalha das Fronteiras. Enquanto os franceses planejavam um ataque pelo Rio Sambre, os alemães os atacaram primeiro, vencendo o combate.

## Batalha
Foi travada de 21 a 23 de agosto de 1914, entre forças francesas e alemãs durante a Batalha das Fronteiras no início de 1914. a primeira guerra mundial. O exército francês do general Charles Lanrezac, enviado do alto comando ao rio Sambre para proteger as principais ofensivas francesas planejadas nas Ardenas e na Lorena, foi atacado por forças alemãs preponderantes engajadas por sua vez na ofensiva geral através da Bélgica de acordo com o plano Schlieffen.
Os franceses, depois de terem sofrido fortes ataques através do Sambre e do Meuse, tentaram contra-atacar lançando uma série de assaltos frontais de acordo com as táticas agressivas adotadas pelo exército francês antes da guerra, mas o poder de fogo superior dos alemães infligiu perdas muito altas nas tropas francesas que finalmente tiveram que recuar para evitar serem cercadas e destruídas pelos exércitos inimigos. A derrota provocou a retirada geral da ala esquerda francesa para Paris e o Marne. Nos mesmos dias, mais a oeste, as tropas britânicas da Força Expedicionária Britânica estavam engajadas na batalha de Mons; após amarga resistência, os britânicos também se retiraram para manter a coesão com as tropas francesas.